# أولوجيو رودريغيز
أولوجيو رودريغيز هو سياسي فلبيني، ولد في 21 يناير 1883 في رودريغيز في الفلبين، وتوفي في 9 ديسمبر 1964 في باساي في الفلبين. نشط حزبياً في Nacionalista Party ‏.

## مناصب
- انتخب عمدة مانيلا [الإنجليزية]‏ (17 يوليو 1923 – 8 فبراير 1924).
- انتخب عضو مجلس الشيوخ الفلبيني ‏.
- انتخب عضو مجلس النواب في الفلبين ‏.
- انتخب رئيس مجلس الشيوخ في الفلبين [الإنجليزية]‏ (30 أبريل 1952 – 17 أبريل 1953).
- انتخب رئيس مجلس الشيوخ في الفلبين [الإنجليزية]‏ (25 يناير 1954 – 5 أبريل 1963).